# Jacques Côté (homme politique)
Pour les articles homonymes, voir Jacques Côté.
Jacques Côté (19 avril 1944 à Chicoutimi - ) est un homme politique québécois. Il a représenté la circonscription de Dubuc dans la région du Saguenay–Lac-Saint-Jean en tant que député péquiste au cours de trois mandats. Élu en 1998 et conservant son poste en 2003 et 2007, il a notamment été whip adjoint de l'Opposition officielle du Québec.
Il décide de ne pas se représenter à l'élection générale québécoise de 2008, laissant André Michaud se présenter sous la bannière du Parti Québécois. Ce dernier est défait par le libéral Serge Simard.

## Biographie
Jacques Côté obtient un baccalauréat ès arts en 1965 et une licence en droit en 1969 de l'Université Laval. En 1982, il est diplômé de l'Institut canadien des valeurs mobilières. Il devient bachelier en science politique (relations internationales) de l'Université du Québec à Montréal en 1997.
Il entame sa carrière en tant que notaire et conseiller juridique en 1970. 
Au cours de sa carrière, il est membre de plusieurs conseils d'administration. 

### Carrière politique
De 1974 à 1976, il est conseiller municipal et président du comité des finances à Ville de La Baie. Avant de se lancer en politique provinciale, il exerce différentes fonctions au sein du Parti québécois de la circonscription de Dubuc. Il est notamment conseiller juridique de 1973 à 1976 et de 1980 à 1985, trésorier de 1973 à 1980, vice-président en 1980 et président et membre de l'exécutif régional en 1997 et en 1998.

## Distinctions et prix
En 2015, il est nommé Chevalier de l'Ordre de la Pléiade. 